# Valor de exposición

En las fotografías, la velocidad de obturación de la cámara puede tener un efecto dramático en la apariencia de los objetos en movimiento.

Se denomina en fotografía valor de exposición a un número que resume las dos cantidades de las que depende la exposición: tiempo de exposición y apertura. Se basa en el listado de las series de números f de diafragma y de los tiempos de exposición.
El valor base es 0 y corresponde al valor para el diafragma (f:1) y el tiempo de exposición (t) de 1 s. Sube o baja una unidad por cada paso. Presenta la cualidad de indicar con un mismo número combinaciones diferentes de tiempo y diafragma asociadas a una misma exposición.

## Definición formal
Los valores de exposición son una escala logarítmica de base 2 definida por:
{\displaystyle \mathrm {EV} =\log _{2}{\left({\frac {N^{2}}{t}}\right)}\approx 3.32\times \log _{10}{\left({\frac {N^{2}}{t}}\right)}}
donde
- {\displaystyle N} es la apertura relativa (número f)
- {\displaystyle t} es el tiempo de exposición en segundos (s) (“Velocidad de obturación”)

EV 0 corresponde a un tiempo de exposición de 1
s, con una apertura relativa de {\displaystyle f}/1.0. Si el EV es conocido, puede ser usado para seleccionar combinaciones de tiempo de exposición y número f, como se muestra en la Tabla 1.
Cada incremento de 1 en el valor de exposición corresponde al cambio de un paso; (o más comúnmente “stop”) en la exposición. Por ejemplo, la mitad de la exposición, ya sea por disminuir a la mitad el tiempo de exposición o por disminuir a la mitad el área de apertura de diafragma, o una combinación de cambios de ese tipo.
Mayores valores de exposición son más apropiados para fotografía en situaciones con más iluminación o para películas más sensibles.

## Tabla de valores de exposición
| EV | número f | número f | número f | número f | número f | número f | número f | número f | número f | número f | número f | número f | número f |
| EV | 1.0      | 1.4      | 2.0      | 2.8      | 4.0      | 5.6      | 8.0      | 11       | 16       | 22       | 32       | 45       | 64       |
| -- | -------- | -------- | -------- | -------- | -------- | -------- | -------- | -------- | -------- | -------- | -------- | -------- | -------- |
| −6 | 1 min    | 2 min    | 4 min    | 8 min    | 16 min   | 32 min   | 64 min   | 128 min  | 256 min  | 512 min  | 1024 min | 2048 min | 4096 min |
| −5 | 30 s     | 1 min    | 2 min    | 4 min    | 8 min    | 16 min   | 32 min   | 64 min   | 128 min  | 256 min  | 512 min  | 1024 min | 2048 min |
| −4 | 15 s     | 30 s     | 1 min    | 2 min    | 4 min    | 8 min    | 16 min   | 32 min   | 64 min   | 128 min  | 256 min  | 512 min  | 1024 min |
| −3 | 8 s      | 15 s     | 30 s     | 1 min    | 2 min    | 4 min    | 8 min    | 16 min   | 32 min   | 64 min   | 128 min  | 256 min  | 512 min  |
| −2 | 4 s      | 8 s      | 15 s     | 30 s     | 1 min    | 2 min    | 4 min    | 8 min    | 16 min   | 32 min   | 64 min   | 128 min  | 256 min  |
| −1 | 2 s      | 4 s      | 8 s      | 15 s     | 30 s     | 1 min    | 2 min    | 4 min    | 8 min    | 16 min   | 32 min   | 64 min   | 128 min  |
| 0  | 1 s      | 2 s      | 4 s      | 8 s      | 15 s     | 30 s     | 1 min    | 2 min    | 4 min    | 8 min    | 16 min   | 32 min   | 64 min   |
| 1  | 1/2 s    | 1 s      | 2 s      | 4 s      | 8 s      | 15 s     | 30 s     | 1 min    | 2 min    | 4 min    | 8 min    | 16 min   | 32 min   |
| 2  | 1/4 s    | 1/2 s    | 1 s      | 2 s      | 4 s      | 8 s      | 15 s     | 30 s     | 1 min    | 2 min    | 4 min    | 8 min    | 16 min   |
| 3  | 1/8 s    | 1/4 s    | 1/2 s    | 1 s      | 2 s      | 4 s      | 8 s      | 15 s     | 30 s     | 1 min    | 2 min    | 4 min    | 8 min    |
| 4  | 1/15 s   | 1/8 s    | 1/4 s    | 1/2 s    | 1 s      | 2 s      | 4 s      | 8 s      | 15 s     | 30 s     | 1 min    | 2 min    | 4 min    |
| 5  | 1/30 s   | 1/15 s   | 1/8 s    | 1/4 s    | 1/2 s    | 1 s      | 2 s      | 4 s      | 8 s      | 15 s     | 30 s     | 1 min    | 2 min    |
| 6  | 1/60 s   | 1/30 s   | 1/15 s   | 1/8 s    | 1/4 s    | 1/2 s    | 1 s      | 2 s      | 4 s      | 8 s      | 15 s     | 30 s     | 1 min    |
| 7  | 1/125 s  | 1/60 s   | 1/30 s   | 1/15 s   | 1/8 s    | 1/4 s    | 1/2 s    | 1 s      | 2 s      | 4 s      | 8 s      | 15 s     | 30 s     |
| 8  | 1/250 s  | 1/125 s  | 1/60 s   | 1/30 s   | 1/15 s   | 1/8 s    | 1/4 s    | 1/2 s    | 1 s      | 2 s      | 4 s      | 8 s      | 15 s     |
| 9  | 1/500 s  | 1/250 s  | 1/125 s  | 1/60 s   | 1/30 s   | 1/15 s   | 1/8 s    | 1/4 s    | 1/2 s    | 1 s      | 2 s      | 4 s      | 8 s      |
| 10 | 1/1000 s | 1/500 s  | 1/250 s  | 1/125 s  | 1/60 s   | 1/30 s   | 1/15 s   | 1/8 s    | 1/4 s    | 1/2 s    | 1 s      | 2 s      | 4 s      |
| 11 | 1/2000 s | 1/1000 s | 1/500 s  | 1/250 s  | 1/125 s  | 1/60 s   | 1/30 s   | 1/15 s   | 1/8 s    | 1/4 s    | 1/2 s    | 1 s      | 2 s      |
| 12 | 1/4000 s | 1/2000 s | 1/1000 s | 1/500 s  | 1/250 s  | 1/125 s  | 1/60 s   | 1/30 s   | 1/15 s   | 1/8 s    | 1/4 s    | 1/2 s    | 1 s      |
| 13 | 1/8000 s | 1/4000 s | 1/2000 s | 1/1000 s | 1/500 s  | 1/250 s  | 1/125 s  | 1/60 s   | 1/30 s   | 1/15 s   | 1/8 s    | 1/4 s    | 1/2 s    |
| 14 |          | 1/8000 s | 1/4000 s | 1/2000 s | 1/1000 s | 1/500 s  | 1/250 s  | 1/125 s  | 1/60 s   | 1/30 s   | 1/15 s   | 1/8 s    | 1/4 s    |
| 15 |          |          | 1/8000 s | 1/4000 s | 1/2000 s | 1/1000 s | 1/500 s  | 1/250 s  | 1/125 s  | 1/60 s   | 1/30 s   | 1/15 s   | 1/8 s    |
| 16 |          |          |          | 1/8000 s | 1/4000 s | 1/2000 s | 1/1000 s | 1/500 s  | 1/250 s  | 1/125 s  | 1/60 s   | 1/30 s   | 1/15 s   |
* ‘s’ = segundos, ‘min’ = minutos (según el Sistema Internacional de Unidades). La tabla está calculada para ISO 100 /DIN 21.

## Valores de exposición para distintas condiciones de luz
Esta tabla muestra valores de exposición adecuados para tomar fotos en diversas condiciones de luz. Estos valores sirven como guías referenciales que pueden ser útiles en la mayoría de los casos, sin embargo, no deben considerarse absolutos. Los valores han sido determinados para ISO 100.
| Condiciones de luz                                                           | EV100      |
| Luz de día                                                                   | Luz de día |
| ---------------------------------------------------------------------------- | ---------- |
| Arena clara o nieve en plena luz o luz ligeramente brumosa (sombras fuertes) | 16         |
| Escena típica en plena luz o luz ligeramente brumosa (sombras fuertes)       | 15         |
| Escena típica en luz brumosa (sombras suaves)                                | 14         |
| Escena típica, nublado y luminoso (sin sombras)                              | 13         |
| Escena típica, completamente nublado                                         | 12         |
| Áreas bajo sombra al aire libre, luz clara                                   | 12         |
| Aire libre - Luz natural                                                     |            |
| Arcoíris                                                                     |            |
| Cielo despejado                                                              | 15         |
| Cielo nublado                                                                | 14         |
| Puestas de sol y horizontes                                                  |            |
| Justo antes de la puesta de sol                                              | 12–14      |
| Durante la puesta de sol                                                     | 12         |
| Justo después de la puesta de sol                                            | 9–11       |
| La luna, altura > 40°                                                        |            |
| Llena                                                                        | 15         |
| Gibosa                                                                       | 14         |
| Cuarto                                                                       | 13         |
| Nueva visible                                                                | 12         |
| Luz de luna, altura de la luna > 40°                                         |            |
| Llena                                                                        | −3 a −2    |
| Gibosa                                                                       | −4         |
| Cuarto                                                                       | −6         |
| Aurora boreal y austral                                                      |            |
| Luminosa                                                                     | −4 a −3    |
| Medianamente luminosa                                                        | −6 a −5    |
| Aire libre - Luz artificial                                                  |            |
| Neón y otros signos luminosos                                                | 9–10       |
| Deportes nocturnos                                                           | 9          |
| Fuego y construcciones en llamas                                             | 9          |
| Escenas luminosas en la calle                                                | 8          |
| Escenas nocturnas en la calle y vitrinas                                     | 7–8        |
| Tráfico vehicular nocturno                                                   | 5          |
| Ferias y parques de diversiones                                              | 7          |
| Luces de árbol de Navidad                                                    | 4–5        |
| Edificios, monumentos y piletas con iluminación                              | 3–5        |
| Vista distante de edificios iluminados                                       | 2          |
| Interiores - Luz artificial                                                  |            |
| Galerías                                                                     | 8–11       |
| Eventos de deportes, conciertos y similares                                  | 8–9        |
| Circos iluminados                                                            | 8          |
| Espectáculos sobre hielo iluminados                                          | 9          |
| Oficinas y áreas de trabajo                                                  | 7–8        |
| Interiores del hogar                                                         | 5–7        |
| Luces de árbol de Navidad                                                    | 4–5        |

## Origen
Los números de valores de exposición tienen su origen en el sistema de sensibilidad APEX que trató de imponerse en los años 40 y 50 como forma práctica de determinar la exposición fotográfica.